# جام زندگی
«جام زندگی» (به انگلیسی: The Cup of Life) (به اسپانیایی: La Copa de la Vida) آهنگی از ریکی مارتین است. این آهنگ در تاریخ ۹ مارس ۱۹۹۸ توسط کلمبیا رکوردز به عنوان دومین تک‌آهنگ آلبوم برگرد (به اسپانیایی: Vuelve) منتشر شد. «جام زندگی» آهنگ رسمی جام جهانی فوتبال ۱۹۹۸ در فرانسه شد و در چارت‌های بسیاری از کشورهای دنیا در رتبه اول قرار گرفت.